# Албанская улица
Алба́нская у́лица — улица в Ленинском районе города Орска Оренбургской области. Расположена в центральной части входящего в состав города посёлка Первомайский. Названа именем государства Албания.
Улица начала застраиваться в 1930-е годы. В настоящее время на улице расположены более десяти одноэтажных жилых домов.